# Isodictya aspera
Isodictya aspera är en svampdjursart som beskrevs av James Scott Bowerbank 1877. Isodictya aspera ingår i släktet Isodictya och familjen Isodictyidae.
Artens utbredningsområde är havet kring Filippinerna. Inga underarter finns listade i Catalogue of Life.